# Landskrona BoIS 2010
Landskrona BoIS deltog under säsongen 2010 i Svenska cupen och Superettan. I Superettan slutade klubben på en femte plats. I Svenska cupen åkte Landskrona BoIS ut i andra omgången mot IF Limhamn Bunkeflo.

## Träningsmatcher 2010
| Hemmalag        | Bortalag           | Resultat  | Publik |
| --------------- | ------------------ | --------- | ------ |
| Ängelholms FF   | Landskrona BoIS    | 0–0 (0–0) | 400    |
| Landskrona BoIS | FC Rosengård       | 0–1 (0–0) | 400    |
| LB07            | Landskrona BoIS    | 0–2 (0–1) |        |
| Landskrona BoIS | Qviding            | 3–2 (1–1) |        |
| Landskrona BoIS | Mjällby AIF        | 1–1 (1–1) | 300    |
| Landskrona BoIS | Ljungby            | 1–1 (1–1) | 400    |
| Landskrona BoIS | Jönköping Södra IF | 2–2 (2–1) |        |
| Landskrona BoIS | Jönköping Södra IF | 0–0 (0–0) |        |
| Landskrona BoIS | Falkenbergs FF     | 0–1 (0–1) |        |
| Landskrona BoIS | Örgryte IS         | 3–2 (0–2) | 400    |

### Spelartruppen
Källa:
| Nr | Land    | Pos | Namn             |
| -- | ------- | --- | ---------------- |
| 1  | Sverige | MV  | Peter Karlsson   |
| 22 | Sverige | MV  | Mirza Selimovic  |
| 4  | Sverige | F   | Mikael Bengtsson |
| 2  | Sverige | F   | Tim Andersson    |
| 3  | Sverige | F   | Linus Malmqvist  |
| 6  | Sverige | F   | Philip Andersson |
| 20 | Sverige | F   | Linus Olsson     |
| 77 | Sverige | F   | Max Mölder       |
| 19 | Sverige | F   | Joakim Persson   |
| 17 | Sverige | F   | Jens Nordström   |
| 16 | Sverige | MF  | Patrik Åström    |
| 8  | Finland | MF  | Fredrik Svanbäck |

| Nr | Land      | Pos | Namn                      |
| -- | --------- | --- | ------------------------- |
| 5  | Sverige   | MF  | Simon Alm                 |
| 7  | Sverige   | MF  | Johan Persson             |
| 13 | Sverige   | MF  | Alexander Zaim            |
| 18 | Sverige   | MF  | Jesper Olsson             |
| 21 | Sverige   | MF  | Christoffer Tapper Holter |
| 23 | Sverige   | MF  | Mathias Unkuri            |
| 14 | Danmark   | MF  | Thomas Raun               |
| 12 | Sverige   | A   | Niklas Nielsen            |
| 15 | Sverige   | A   | Fredrik Karlsson          |
| 9  | Sverige   | A   | Calle Genberg             |
| 11 | Sverige   | A   | Fredrik Olsson            |
| 48 | Sydafrika | A   | Ralani Bradley Lån        |

## Övergångar

### Spelare in
|  | Sverige   |    | Henrik Larsson → Helsingborgs IF    |
|  | Sverige   |    | Hans Eklund → Viborg FF             |
|  | Sverige   | F  | Mikael Bengtsson → Trelleborgs FF   |
|  | Sverige   | F  | Tim Andersson → IFK Östersund       |
|  | Sverige   | MF | Patrik Åström → Ängelholms FF       |
|  | Finland   | MF | Fredrik Svanbäck → Helsingborgs IF  |
|  | Sverige   | MF | Mathias Unkuri → Helsingborgs IF    |
|  | Sverige   | A  | Fredrik Karlsson → Lunds BK         |
|  | Danmark   | MF | Morten Nielsen → AZ Alkmaar →LÅN    |
|  | Danmark   | MF | Thomas Raun → Viborg FF             |
|  | Sverige   | A  | Kristoffer Näfver → Free agent→LÅN  |
|  | Sydafrika | A  | Ralani Bradley → IFK Hässleholm→LÅN |

### Spelare ut
|  | Sverige   |    | Anders Linderoth → Free agent         |
|  | Sverige   |    | Ingemar Nilsson → Free agent          |
|  | Sverige   | A  | Pär Cederqvist → Jönköping Södra      |
|  | Kamerun   | MF | Charles Anderson → Östers IF          |
|  | Sverige   | F  | Jesper Westerberg → Mjällby AIF       |
|  | Sverige   | MF | Christoffer Carlsson → Falkenbergs FF |
|  | Sverige   | B  | Martin Olofsson → Markaryd            |
|  | Brasilien | A  | Renam Franca → Free agent             |
|  | Sverige   | MF | Mirza Jelecak → Free agent            |
|  | Sverige   | MF | Babis Stefanidis → IF Brommapojkarna  |

### Under sommaren 2010

#### Spelare in
|  | Sverige | F | Jens Nordström → IFK Klagshamn |

#### Spelare ut
|  | Danmark | MF | Morten Nielsen → Free agent    |
|  | Sverige | A  | Kristoffer Näfver → Free agent |
|  | Sverige | A  | Alagie Sosseh → Väsby United   |

## Klubben

### Tränare
- Huvudtränare: Henrik Larsson
- Assisterande tränare: Hans Eklund

## Matcher 2010

### Superettan 2010
Huvudartikel: Superettan 2010.
Resultat för Landskrona BoIS. 
OBS: resultat är i Landskrona-favör
| Omgång | Datum             | Arena                    | Motstånd           | Resultat | Tävling    | TV        | Målskyttar                                                   | Publiksiffra |
| ------ | ----------------- | ------------------------ | ------------------ | -------- | ---------- | --------- | ------------------------------------------------------------ | ------------ |
| 1      | 10 april 2010     | Landskrona IP            | Degerfors IF       | 1-0      | Superettan | TV4       | Niklas Nielsen                                               | 4 467        |
| 2      | 18 april 2010     | Starke Arvid             | Ljungskile SK      | 0–0      | Superettan |           |                                                              | 1 226        |
| 3      | 26 april 2010     | Landskrona IP            | Syrianska FC       | 1–2      | Superettan |           | Fredrik Karlsson                                             | 3 077        |
| 4      | 29 april 2010     | Värendsvallen            | Östers IF          | 0–2      | Superettan |           |                                                              | 2 680        |
| 5      | 5 maj 2010        | Gamla Ullevi             | Örgryte IS         | 1–1      | Superettan | TV4 Sport | Fredrik Olsson                                               | 2 267        |
| 6      | 11 maj 2010       | Landskrona IP            | Falkenbergs FF     | 2–1      | Superettan |           | Thomas Raun x2                                               | 2 451        |
| 7      | 15 maj 2010       | Ängelholms IP            | Ängelholms FF      | 1–0      | Superettan |           | Morten Nielsen                                               | 1 653        |
| 8      | 21 maj 2010       | Landskrona IP            | GIF Sundsvall      | 0–0      | Superettan | TV4 Sport |                                                              | 2 434        |
| 9      | 1 juni 2010       | Edsborgs IP              | FC Trollhättan     | 2–0      | Superettan | TV4 Sport | Fredrik Olsson x2                                            | 1 254        |
| 10     | 12 juni 2010      | Landskrona IP            | IFK Norrköping     | 3–1      | Superettan |           | Fredrik Karlsson x2, Fredrik Olsson                          | 2 526        |
| 11     | 17 juni 2010      | Södertälje fotbollsarena | Assyriska FF       | 1-4      | Superettan | TV4 Sport | Morten Nielsen                                               | 1 611        |
| 12     | 21 juni 2010      | Landskrona IP            | IK Brage           | 2–0      | Superettan |           | Fredrik Karlsson x2                                          | 2 407        |
| 13     | 27 juni 2010      | Söderstadion             | Hammarby IF        | 1–4      | Superettan | TV4 Sport | Fredrik Karlsson                                             | 5 239        |
| 14     | 5 juli 2010       | Landskrona IP            | Jönköping Södra    | 0–3      | Superettan |           |                                                              | 2 793        |
| 15     | 12 juli 2010      | Vilundavallen            | Väsby United       | 1–1      | Superettan |           | Fredrik Olsson                                               | 376          |
| 16     | 17 juli 2010      | Landskrona IP            | Väsby United       | 2–0      | Superettan |           | Fredrik Karlsson, Ralani Bradley                             | 3 432        |
| 17     | 24 juli 2010      | Stora Valla              | Degerfors IF       | 2–3      | Superettan |           | Fredrik Karlsson, Ralani Bradley                             | 2 699        |
| 18     | 28 juli 2010      | Landskrona IP            | Ljungskile SK      | 2–1      | Superettan |           | Fredrik Olsson, Ralani Bradley                               | 2 491        |
| 19     | 1 augusti 2010    | Södertälje fotbollsarena | Syrianska FC       | 1–1      | Superettan | TV4 Sport | Fredrik Karlsson                                             | 1 205        |
| 20     | 10 augusti 2010   | Landskrona IP            | Östers IF          | 4–0      | Superettan |           | Johan Persson, Thomas Raun, Ralani Bradley, Fredrik Svanbäck | 3 169        |
| 21     | 16 augusti 2010   | Landskrona IP            | Örgryte IS         | 0–0      | Superettan |           |                                                              | 3 274        |
| 22     | 19 augusti 2010   | Falkenbergs IP           | Falkenbergs FF     | 0–4      | Superettan |           |                                                              | 2 405        |
| 23     | 24 augusti 2010   | Landskrona IP            | Ängelholms FF      | 1–0      | Superettan |           | Fredrik Karlsson                                             | 4 370        |
| 24     | 28 augusti 2010   | Norrporten Arena         | GIF Sundsvall      | 2–1      | Superettan |           | Amethyst Bradley Ralani, Fredrik Karlsson                    | 2 306        |
| 25     | 14 september 2010 | Landskrona IP            | FC Trollhättan     | 3–0      | Superettan |           | Fredrik Olsson, Fredrik Svanbäck, Amethyst Bradley Ralani    | 2 607        |
| 26     | 20 september 2010 | Nya Parken               | IFK Norrköping     | 3–0      | Superettan |           | Fredrik Olsson x2, Amethyst Bradley Ralani                   | 4 606        |
| 27     | 28 september 2010 | Landskrona IP            | Assyriska FF       | 2–3      | Superettan |           | Johan Persson, Thomas Raun                                   | 3 856        |
| 28     | 4 oktober 2010    | Domnarvsvallen           | IK Brage           | 1–2      | Superettan |           | Fredrik Karlsson                                             | 2 843        |
| 29     | 17 oktober 2010   | Landskrona IP            | Hammarby IF        | 0–1      | Superettan |           |                                                              | 3 498        |
| 30     | 23 oktober 2010   | Stadsparksvallen         | Jönköping Södra IF | 1–4      | Superettan |           | Christoffer Tapper Holter                                    | 1 389        |

Superettan 2010 hade ett speluppehåll i juni 2010.

### Svenska cupen 2010
| Datum         | Arena       | Motstånd            | Resultat | Tävling       | TV | Målskyttar | Publiksiffra |
| ------------- | ----------- | ------------------- | -------- | ------------- | -- | ---------- | ------------ |
| 21 april 2010 | Limhamns IP | IF Limhamn Bunkeflo | 0-1      | Svenska cupen |    |            | 549          |

## Intern skytteliga top 5 2010
Avser superettan (efter omgång 30 av 30):
- Fredrik Karlsson 12
- Fredrik Olsson 9
- Amethyst Bradley Ralani 7
- Thomas Raun 4
- Morten Nielsen,  Johan Persson,  Fredrik Svanbäck 2

## Intern assistliga top 5 2010
- Fredrik Karlsson 6
- Amethyst Bradley Ralani 5
- Christoffer Tapper Holter 4
- Fredrik Olsson 3
- Thomas Raun 3